# Valódi kakukkformák

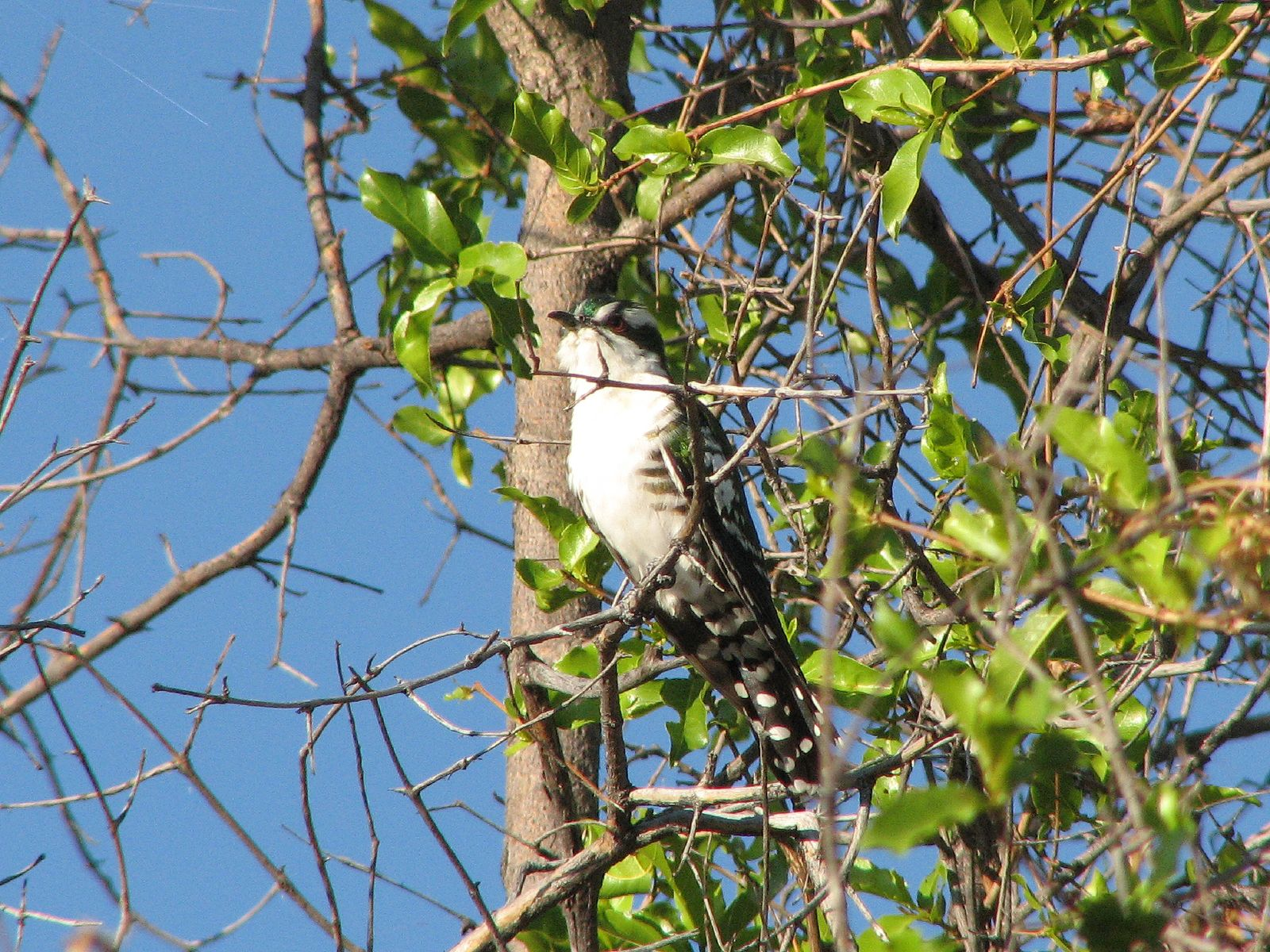
Vörösszemű rézkakukk (Chrysococcyx caprius)

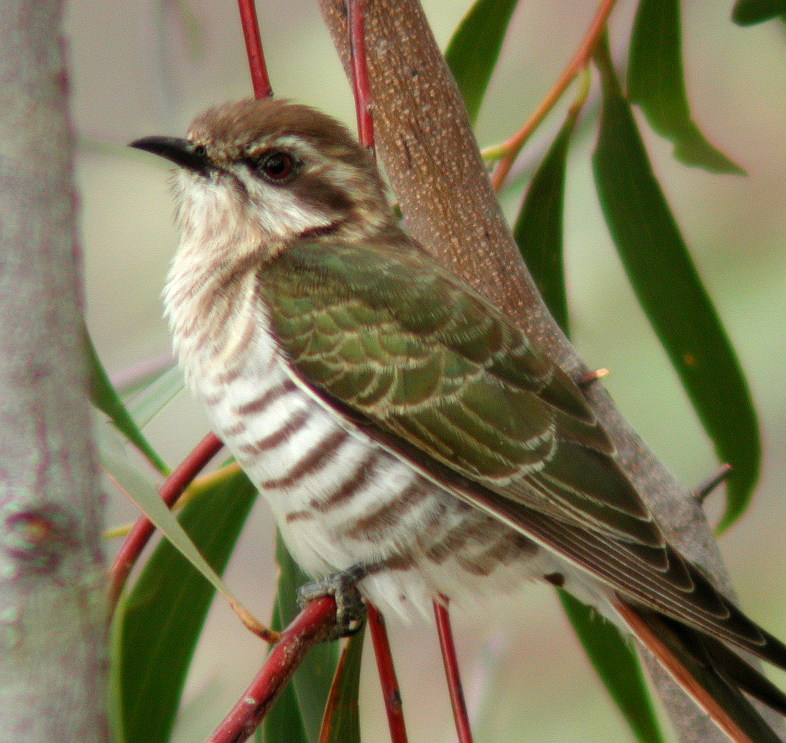
Horsfield-rézkakukk (Chrysococcyx basalis)

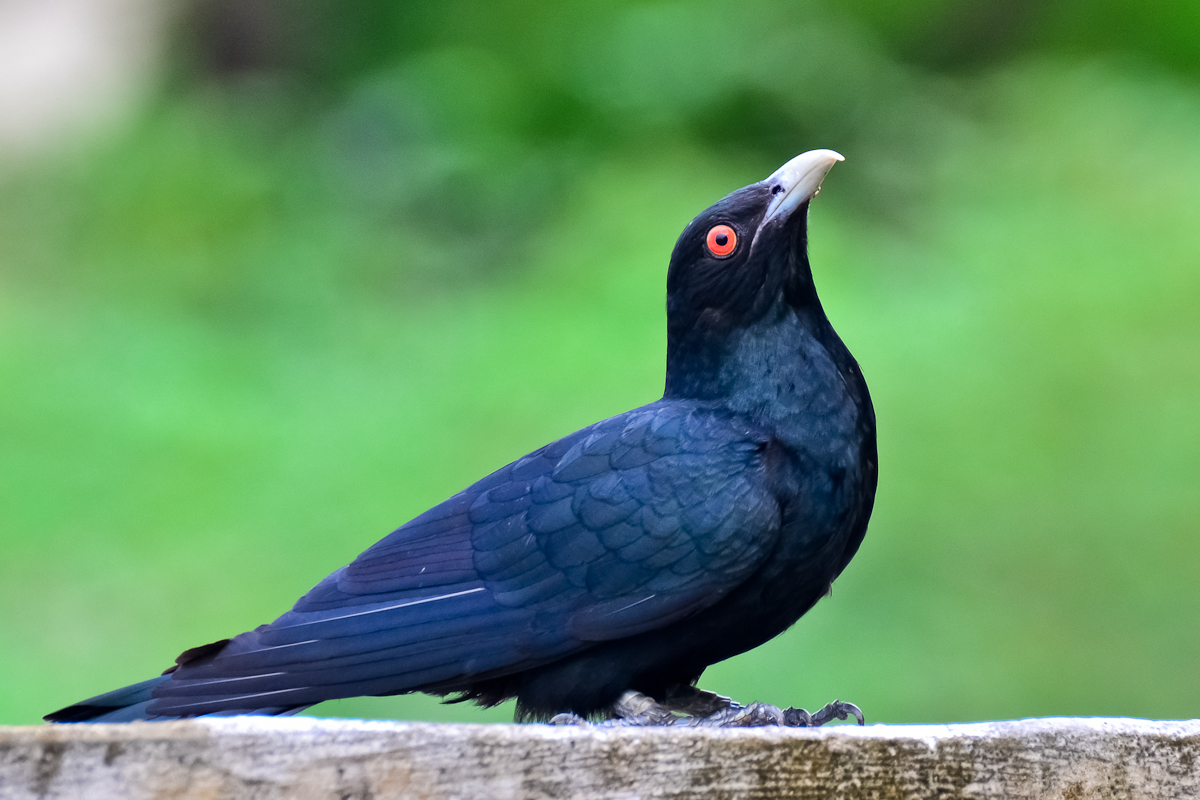
Ázsiai koel (Eudynamys scolopacea)

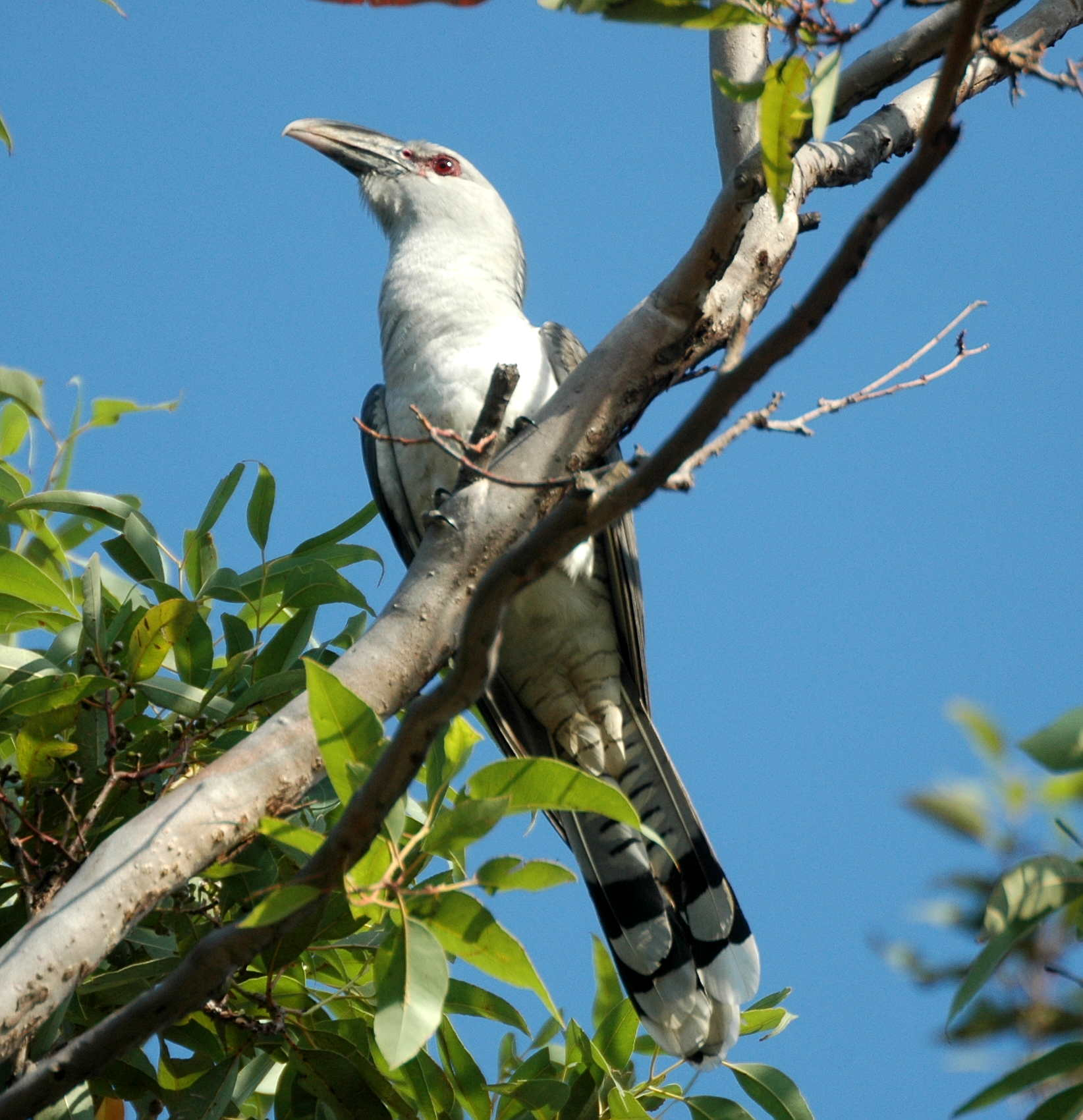
sólyomkakukk (Scythrops novaehollandiae)

A valódi kakukkformák (Cuculinae) a madarak osztályának kakukkalakúak (Cuculiformes) rendjébe és a kakukkfélék (Cuculidae) családjába tartozó alcsalád.

## Rendszerezés
Az alcsaládba az alábbi 12 nem és 50 faj tartozik:
- Clamator – 4 faj
- Pachycoccyx – 1 faj
- Cuculus
- Hierococcyx
- Cercococcyx – 3 faj
- Cacomantis – 8 faj
- Chrysococcyx  – 15 faj
- Rhamphomantis – 1 faj
- Caliechthrus – 1 faj
- Surniculus – 4 faj
- Microdynamis – 1 faj
- Eudynamys – 4 faj
- Scythrops – 1 faj